# Първи планински артилерийски полк
Първи планински артилерийски полк е български планински артилерийски полк, формиран през 1899 година и взел участие в Балканската (1912 – 1913), Междусъюзническата (1913) и Първата световна война (1915 – 1918).

## Формиране
Формиран е на 3 март 1899 г. в Берковица под името Първо планинско артилерийско отделение в състава на Планински артилерийски полк. Състои се от 3 планински артилерийски батареи. На 1 януари 1911 г. е реорганизирано в полк и преименувано на Първи планински артилерийски полк.

## Балкански войни
По време на Балканската война (1912 – 1913) съгласно мобилизационния план на 17 септември 1912 г. се развръща в състав: щаб, четири артилерийски отделения и една допълваща батарея. Заедно с 2-ри планински артилерийски полк образуват от планинската артилерия на 7-а пехотна рилска дивизия. Взема участие в боевете при Чаталджа и Еникьой. На 2 август е демобилизиран в Брезник.

## Първа световна война
Взема участие също и в Първата световна война (1915 – 1918), след като е мобилизиран през септември 1915 г. Демобилизиран е на 15 октомври 1918 г.

## Наименования
През годините полкът носи различни имена според претърпените реорганизации:
- Първо планинско артилерийско отделение (3 март 1899 – 1 януари 1911)
- Първи планински артилерийски полк (1 януари 1911 – 15 октомври 1918)

## Командири
- Капитан Константин Кирков
- Полковник Михаил Шишков (януари 1915 – 1915 г.)